# Verín
Cet article possède des paronymes, voir Verrine et Verrines.
Ne doit pas être confondu avec vérin.
Verín est une commune de la province d'Orense, dans la communauté autonome de Galice, en Espagne. La ville est arrosée par la rivière Támega. Elle est située à 56 km au sud-est d'Ourense. Sa population s'élevait à 13 585 habitants en 2004.

Verín est connue pour ses eaux minérales et son carnaval (entroido en galicien).

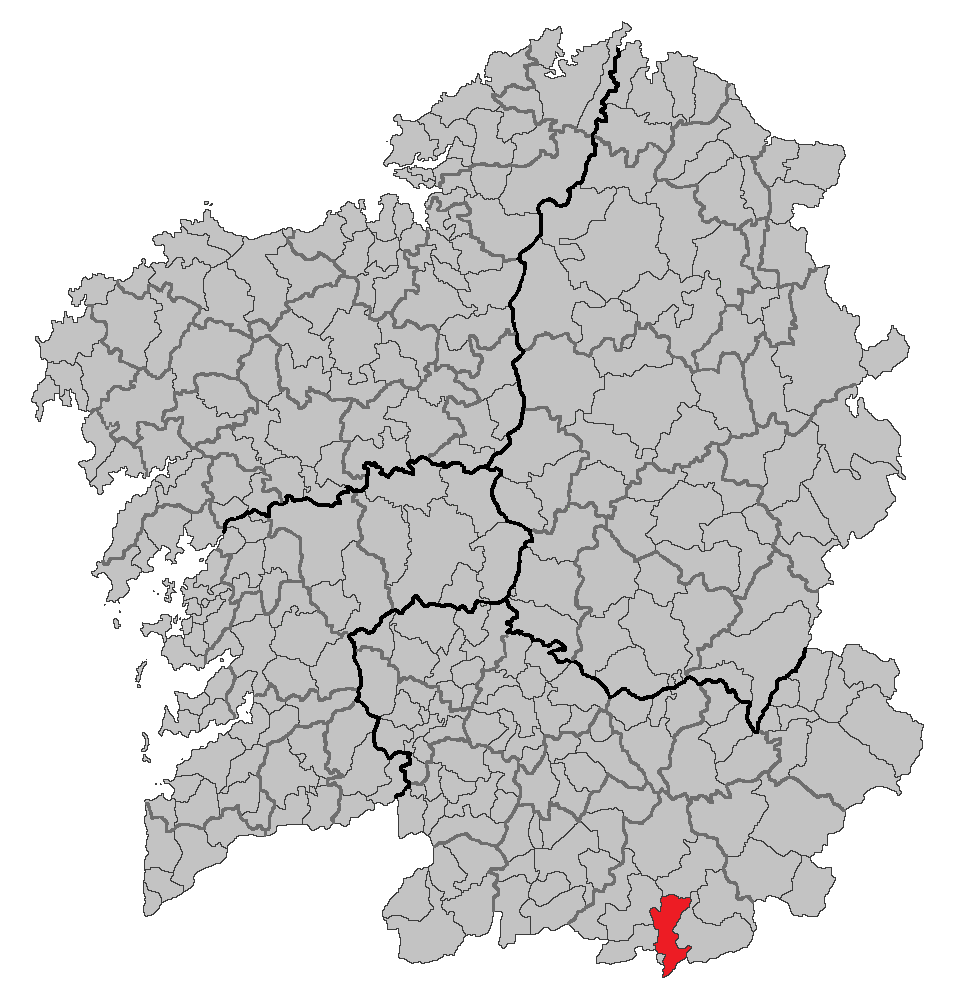
Localisation de Verín en Galice

Cette petite commune galicienne est surplombée par le château de Monterey.
Verin et ses alentours connaissent l'été des incendies de forêt (provoqués ou accidentels mais beaucoup provoqués) qui détruisent au fur et à mesure l'environnement.

## Communications
L'autoroute A-52 passe au sud de la ville, où elle reçoit la route N532 qui conduit vers Chaves, au Portugal. La construction de l'autoroute A-75 reliant Verin à Chaves a été achevée en 2010, permettant une communication autoroutière entre la Galice et le Nord du Portugal sans passer par le centre de Verin.